# Horst Niemack
Theodor Robert Ernst Horst Niemack, abrégé en Horst Niemack, est un militaire, cavalier de dressage et moniteur d'équitation allemand né le 10 mars 1909 à Hanovre et mort le 7 avril 1992 à Celle. Il sert comme général d'une division d'infanterie au sein de la Wehrmacht pendant la Seconde Guerre mondiale, puis comme général d'une brigade de réserve dans la Bundeswehr. Après 1945, il joue un rôle clé dans la reconstruction du sport équestre allemand.

## Jeunesse et éducation
Horst Niemack naît le 10 mars 1909 à Hanovre, au nord de l'Allemagne. Il est le fils d'un grossiste hanovrien. Il étudie dans les lycées de Hanovre et d'Hildesheim, puis obtient un diplôme d'études secondaires.

## Carrière militaire

### Reichswehr
Niemack rejoint la Reichswehr le 7 juin 1927 à l'âge de 18 ans, où il est affecté à la 6e bridage motorisée en tant qu'aspirant. Il termine sa formation de base d'infanterie, puis rejoint le 18e régiment de cavalerie à Stuttgart-Bad Cannstatt en tant qu'apprenti-officier le 1er juillet 1928. Il reste dans ce régiment pendant 5 ans, jusqu'à fin septembre 1933. Niemack devient Leutnant le 1er février 1931, puis Oberleutnant le 1er février 1934. Niemack étudie ensuite à l'école de cavalerie de Hanovre jusqu'au 30 septembre 1936. Pendant cette période, il est également membre de l'équipe équestre locale, dans laquelle il a remporté de nombreuses victoires.

### Wehrmacht
Le 1er octobre 1936, Niemack est chargé d'enseigner à l'école militaire d'équitation de Hanovre, fonction qu'il occupe jusqu'à la fin septembre 1939, quelques semaines après le début de la Seconde Guerre mondiale. Il devient Rittmeister le 1er mars 1938.
Le 1er octobre 1939, Niemack est nommé chef du 3e escadron de la 5e division de reconnaissance, qu'il dirige jusqu'au 31 mars 1940. Le 1er avril 1940, il est promu du grade de commandant de la division, qu'il dirige lors de la bataille de France. Il reçoit à ce titre la Croix de chevalier de la croix de fer le 13 juillet 1940. Il participe ensuite avec sa division aux combats à l'Est, au cours de laquelle ses soldats traversent le Niémen jusqu'à Orla dans la zone du groupe d'armées Nord. Là, son département réussit à immobiliser les unités soviétiques pendant cinq jours et à empêcher ainsi une percée ennemie. Au cours de ces combats, Niemack fut grièvement blessé. Pour cela, il est inscrit dans un rapport de la Wehrmacht daté du 6 juillet 1941, ce qui lui permet d'obtenir la Croix de chevalier de la croix de fer avec feuilles de chêne et glaives le 10 août 1941. Il est nommé major le 1er octobre 1941.
Le 30 septembre 1941, Niemack quitte son poste de commandement de l'escadron et est nommé commandant du bataillon de reconnaissance à la Panzertruppenschule II de Potsdam-Krampnitz. Il occupe ce poste jusqu'en fin janvier 1943. Il rejoint ensuite le groupe des commandants de réserve de l'Oberkommando des Heeres en février 1943. Le 1er mars 1943, Niemack est nommé commandant du 26e régiment de Panzergrenadier nouvellement formé en France, et qui avait été décimé lors de la bataille de Stalingrad. Il devient Oberstleutnant le même jour. Le 1er octobre 1943, Niemack devient commandant du régiment de Panzerfüsiliers au sein de la division Großossdeutschland, avec lequel il est déployé sur le front de l'Est, notamment aux batailles de Kharkov et de Koursk.
Le 1er janvier 1944, il est promu Oberst. Son régiment combat ensuite dans la zone du groupe d'armées Sud, où Niemack est décoré de la croix de chevalier de la croix de fer avec épées de feuilles de chêne le 4 juin 1944. Le 24 août 1944, Niemack est grièvement blessé par des tirs de char ou de canon alors qu'il se trouvait dans son véhicule blindé de transport de troupes. Après une opération à l'hôpital de la Charité de Berlin, puis sa convalescence qui dure jusqu'en janvier 1945, Niemack est nommé le 15 janvier 1945 commandant de la division Panzer Lehr, avec laquelle il participe à la défense ratée du bassin de la Ruhr. Niemack est à nouveau grièvement blessé en mars 1945. Nommé Generalmajor le 1er avril 1945, il passe la fin de la guerre dans un hôpital d'Eutin, puis est fait prisonnier par les Britanniques. Il est libéré le 24 juin 1947.

### Bundeswehr
Il est nommé général de brigade dans la réserve de la Bundeswehr le 16 novembre 1959 et conseiller auprès du ministère fédéral de la Défense. Du 16 novembre 1959 au 12 décembre 1959, Niemack effectue son premier exercice militaire auprès de l'armée de réserve à l'École des forces blindées de la Bundeswehr. Il effectue un deuxième exercice du 18 septembre au 14 octobre 1961 avec le Ier corps à Münster, et un troisième et dernier les 18 et 19 mai 1962 avec la 11e division de Panzergrenadier.

## Vie civile

### Sports équestres
Après-guerre, Niemack se consacre aux sports équestres. Aux côtés de Gustav Rau, il participe de manière significative à la reconstruction du sport équestre allemand. En 1948, il devient moniteur d'équitation, puis rejoint la Hanover Riding Association. De 1950 à 1980, il est président de l'Association allemande des juges équestres et, à partir de 1952, président du Comité olympique allemand d'équitation (DOKR). Il a également été membre du conseil d'administration de la principale association pour l'élevage de chevaux de course allemands. De 1955 à 1958, il dirige l'École supérieure d'équitation de Warendorf (aujourd'hui le Haras national de Rhénanie-du-Nord-Westphalie). Il y a notamment formé Fritz Ligges. Aux Jeux olympiques de 1956, 1960, 1964 et 1968, il est le chef de l'équipe des cavaliers de dressage allemands. Il a également été un instructeur et un juge de tournoi de renommée internationale, et a participé à l'écriture de plusieurs textes sur l'équitation et les compétences d'équitation.

### Autres
Au début des années 1950, Niemack appartenait à l’ordre « Die Bruderschaft » qui visait à « vaincre la démocratie et le parlementarisme » et était composé de chefs militaires de haut rang issus du national-socialisme et avec une orientation antimarxiste.
De 1958 à 1988, Niemack a présidé l'Ordre des détenteurs de la Croix de Chevalier (Ordensgemeinschaft der Ritterkreuzträger, OdR) et le Cercle des associations de soldats allemands (Ringes deutscher Soldatenverbände, RDS). Il fut un membre du conseil d'administration de la Confédération Européenne des Anciens Combattants (CEAC).
Niemack a déclaré que les performances militaires des soldats devraient être évaluées « à part entière », quels que soient les objectifs politiques du régime en vigueur, puisque les soldats ne peuvent pas déterminer eux-mêmes les objectifs qu’ils servent pendant la guerre. Il préconisait entre autres l'inclusion de certaines idées de la Wehrmacht dans l'héritage traditionnel de la Bundeswehr. Ce point de vue n'a évidemment pas été partagé par tous, certains rappelant que les soldats avaient également une part de responsabilité dans les événements de la Seconde Guerre mondiale.

## Vie privée
Niemack était de confession protestante et marié. De cette union est née une fille, qui s'est mariée dans la famille von Bohlen und Halbach. Sa tombe se trouve au cimetière de Groß Hehlen.

## Distinctions

### Décorations de guerre
- Insigne des blessés en or (1939)[4]
- Croix de fer (1939)
  - 2e classe le 17 mai 1940[5]
  - 1re classe le 12 juin 1940[5]
- Croix de chevalier de la croix de fer avec feuilles de chêne et glaives
  - Croix de chevalier de la croix de fer le 13 juillet 1941, en tant que Rittmeister et commandant de la 5e division de reconnaissance[6],[7]
  - 30e feuilles de chêne le 10 août 1941, en tant que Rittmeister et commandant du 5e division de reconnaissance[6],[8]
  - 69e glaives le 4 juin 1944, en tant que Oberst et commandant du régiment de Panzerfüsilier de la division Großdeutschland[6],[9]

### Ordre du mérite
- Grand-croix de l'ordre du Mérite militaire espagnol le 22 mai 1953[10]
- Grand-croix de l'ordre du Mérite de la République fédérale d'Allemagne le 12 juin 1969[11]
- Grand-croix de l'ordre du Mérite de Basse-Saxe en 1977[4]

### Autres distinctions
- Insigne allemand d'équitation en or en 1934
- Croix allemande du cavalier en or en 1969
- Médaille d'honneur de la Ville de Paris le 29 avril 1985
- Décoration d'honneur en or avec les anneaux olympiques de l'Association équestre allemande